# Плетено-Ташлицька волость
Плетено-Ташлицька волость — адміністративно-територіальна одиниця Єлизаветградського повіту Херсонської губернії.
Станом на 1886 рік складалася з 2 поселень, 2 сільських громад. Населення — 3916 осіб (1900 чоловічої статі та 2016 — жіночої), 832 дворових господарств.
|                     | Площа, десятин | У тому числі орної, дес. |
| ------------------- | -------------- | ------------------------ |
| Сільських громад    | 8025           | 6258                     |
| Приватної власності | 1364           | 1023                     |
| Казенної власності  | 2968           | 1180                     |
| Іншої власності     | 325            | 190                      |
| Загалом             | 12682          | 8651                     |

Поселення волості:
- Плетений Ташлик — село при річці Ташлик за 45 верст від повітового міста, 3317 осіб, 758 дворів, православна церква, єврейський молитовний будинок, школа, 17 лавок, 4 постоялих двори, базари щопонеділка. За 4 версти — паровий млин, залізнична станція, цегельний завод, постоялий двір.
- Оникієве — село при річці Вись, 599 осіб, 74 двори, православна церква, лавка, постоялий двір.